# Det Classenske Fideicommis
Det Classenske Fideicommis er en fond stiftet af generalmajor Johan Frederik Classen ved testamente af 28. januar 1789 med tilhørende kodicil af 23. marts 1792, hvorefter hans efterladte formue som "en bestandig samlet Fond" skal anvendes "til at danne nyttige Mennesker til Statens Bedste, til at understøtte og befordre Vindskibelighed og Arbejdsomhed i de nødvendigste Dele for Landets Vel og til at hjælpe og lindre Fattigdom og Elendighed". Det uddeler ca. to millioner kroner årligt.
Den efterladte nettoformue blev gjort op til en million rigsdaler, og fonden rådede omkring 1916 over en rentebærende kapital på ca. tre millioner kroner (svarende til ca. 100 millioner kroner i 2005-priser). Den har fra sin begyndelse ejet godset Corselitze og Næsgaard Agerbrugsskole blev grundlagt i 1799. Godset Arresødal, som Classen havde ejet, blev købt af fonden i 1883 og indrettet til rekonvalescenthjem for kvinder (fra 1972 også for mænd) og virkede som sådan, indtil det i 1985 blev solgt. Bodil de Neergaard overdrog i 1947 godserne Fuglsang og Priorskov til fonden, men blev selv boende og stod for driften frem til hendes død i 1959.
Da der er tale om en fond og ikke et fideikommis i traditionel forstand (der begunstiger en familie) blev institutionen ikke berørt af lensafløsningen 1919.
I dag ejer og dyrker fonden 1.700 hektar agerjord og 2.634 hektar skovbrug fordelt på distrikterne Corselitze (1743 ha) og Fuglsang (891 ha).
I de testamentariske bestemmelser fastslås, efter forskellige legater til private og stiftelser,
oprettelsen af en agerdyrkningsskole, udsættelsen af to årlige præmier gennem Videnskabernes Selskab samt offentlig benyttelse af testators bibliotek. Fra 1796 skete det sidstnævnte i en særlig biblioteksbygning i Amaliegade i København, Det Classenske Bibliotek, til det 1867 forenedes med Københavns Universitetsbibliotek.
Blandt fondens andre aktiviteter kan nævnes de 1866–1880 opførte arbejderboliger ved Godthaabsvej på Frederiksberg, De Classenske Boliger, det 1809 stiftede Litteraturselskab for Læger, der bl.a. udgav det medicinske tidsskrift Bibliotek for Læger, der stadig eksisterer, og Den Classenske Legatskole i København, som blev stiftet 1793 og begyndte undervisningen 1794. Legatskolen blev overdraget til Københavns Kommune i 1918.

## Direktører
Direktionen består af tre, sjældnere fire, direktører, hvoraf den adm. direktør er formand for direktionen. I perioder har der desuden været en "surnumerær direktør".
- 1796-1797 Andreas Peter Bernstorff, gehejmestatsminister (adm. direktør i hele perioden)
- 1796-1825 Peter Hersleb Classen den ældre, gehejmekonferensråd (adm. direktør fra 1797 til sin død)
- 1796-1802 Jacob Edvard Colbiørnsen, justitiarius
- 1797-1831 Ernst Schimmelmann, gehejmestatsminister
- 1802-1827 Frederik Julius Kaas, gehejmestatsminister
- 1812-1835 Michael Classen, gehejmelegationsråd (surnumerær direktør til 1834)
- 1818-1834 Frederik Julius Haxthausen, general (adm. direktør fra 1825)
- 1825-1886 Peter Hersleb Classen den yngre, gehejmekonferensråd (surnumerær direktør til 1827, derefter direktør, adm. direktør fra 1872)
- 1831-1844 Frantz Bülow, general
- 1834-1847 Henrik Moltke, højesteretsassessor (adm. direktør)
- 1834-1889 Frederik Vilhelm August Haxthausen, general, staldmester (surnumerær direktør til 1844, derefter adm. direktør til 1847)
- 1847-1889 Frederik Ferdinand Tillisch, gehejmekonferensråd, indenrigsminister (adm. direktør indtil 1872)
- 1847-1878 Erik Scheel, assessor
- 1878-1892 Otto Rosenørn-Lehn, udenrigsminister
- 1886-1906 Johannes Nellemann, finansminister (adm. direktør fra 1889)
- 1889-1896 C.A.F. Thomsen, general
- 1889-1897 Vilhelm Ahlefeldt-Laurvig, greve
- 1896-1909 Hugo Egmont Hørring, konseilspræsident (adm. direktør fra 1906)
- 1897-1909 J.J. Bahnson, fhv. krigsminister, godsejer
- 1906-1921 Louis E. Wulff, departementschef (adm. direktør fra 1909)
- 1909-1923 William Ahlefeldt-Laurvig, greve, udenrigsminister
- 1909-1935 Jørgen H. Koch, præsident for Sø- og Handelsretten (adm. direktør fra 1921)
- 1921-1933 Viggo Aagesen, departementschef
- 1924-1949 Georg Wilhjelm, godsejer, hofjægermester
- 1933-1945 Johan Bülow, overpræsident (adm. direktør)
- 1935-1967 Aage Svendsen, departementschef (adm. direktør fra 1945)
- 1945-1957 Thomas Frølund, højesteretspræsident
- 1948-1974 Jens Juel, kammerherre og godsejer
- 1957-1980 Morten Olufsen, kgl. kabinetssekretær (adm. direktør fra 1967)
- 1970-1988 Poul Schmith, kammeradvokat (adm. direktør fra 1980)
- 1974-1994 Poul Christian Bertouch-Lehn, godsejer, hofjægermester
- 1980-2006 Hans Kardel, højesteretsdommer (adm. direktør fra 1988)
- 1994-2007 Jon Krabbe, godsejer, hofjægermester
- 1988-2012 Niels Eilschou Holm, kgl. kabinetssekretær (adm. direktør fra 2006)
- 2006-nu Jon Stokholm, højesteretsdommer
- 2007-nu Michael Brockenhuus-Schack, godsejer, hofjægermester
- 2012-2020 Karoline Prien Kjeldsen, departementschef
- 2014-nu Poul Schreiner Hansen, skovrider

## Ekstern henvisning
- Hjemmeside for godset Corselitze Arkiveret 8. februar 2007 hos  Wayback Machine, ejet af Det Classenske Fideicommis
- Historie Arkiveret 29. august 2016 hos  Wayback Machine